# Jackson Viana
Jackson Viana de Paula dos Santos  (Rio Branco, 12 de dezembro de 2000) é um jovem escritor brasileiro, presidente-fundador da Academia Juvenil Acreana de Letras (AJAL). Jackson é autor dos livros "Ditirambo", "Aprendendo a viver" e "Onde mora a felicidade?".

## Biografia
Nascido em Rio Branco no dia 12 de dezembro de 2000, é filho de Luzineide Viana de Paula e Joaquim Rosas dos Santos. Aos treze anos, publicou os livros "Onde mora a felicidade?" e "Aprendendo a viver". Aos quatorze, idealizou e fundou a Academia Juvenil Acreana de Letras (AJAL), da qual é presidente.
Foi 1° lugar no estado no 43° Concurso de Redação de Cartas dos Correios, 2° lugar no Brasil no Prêmio Flor do Ipê da Universidade Federal de Goiás, Destaque do ano de 2015. Aos dezesseis anos, lançou sua terceira obra intitulada "Ditirambo".
Escolhido entre mais de 7 mil jovens líderes universitários, representou a Região Norte na 'Brazil Conference at Harvard & MIT', realizada nos Estados Unidos, da qual foi Embaixador.

## Obras publicadas
- Onde mora a felicidade? (2014);
- Aprendendo a viver (2014);
- Ditirambo (2017).